# Emil Bohinen
Emil Bohinen (* 12. März 1999 in Derby, England) ist ein norwegischer Fußballspieler.

## Karriere

### Verein
Bohinen begann seine Karriere bei Stabæk Fotball. Im November 2015 stand er gegen den FK Bodø/Glimt erstmals im Kader der Profis von Stabæk. Sein Debüt in der Eliteserien gab er schließlich im April 2017, als er am vierten Spieltag der Saison 2017 gegen den Sarpsborg 08 FF in der Nachspielzeit für Hugo Vetlesen eingewechselt wurde. In der Saison 2017 kam er insgesamt zu drei Einsätzen in der höchsten norwegischen Spielklasse. In der Spielzeit 2018 wurde der Mittelfeldspieler elfmal eingesetzt. In der Saison 2019 gelang Bohinen schließlich der Durchbruch in der Eliteserien, er verpasste lediglich ein Saisonspiel gesperrt und kam so auf 29 Saisoneinsätze, in denen er vier Tore machte. 2020 kam er zu 24 Einsätzen in Norwegens höchster Spielklasse und traf dabei fünf Mal.
Im Februar 2021 wechselte Bohinen nach Russland zu ZSKA Moskau. Bis zum Ende der Saison 2020/21 kam er zu vier Einsätzen für die Moskauer in der Premjer-Liga. In der Saison 2021/22 kam er bis zur Winterpause zu acht Einsätzen, zumeist wurde der Norweger von der Bank gebracht. Im Januar 2022 wechselte der Mittelfeldspieler leihweise nach Italien in die Serie A zur US Salernitana. Im Sommer 2022 folgte der feste Transfer nach Salernitana. Im Januar 2024 wechselte er zunächst per Leihe für die restliche Spielzeit zum CFC Genua, der ihn anschließend im Sommer 2024 fest verpflichtete. Anfang Februar 2025 wechselte er per Leihe in die Serie B zu Frosinone Calcio.

### Nationalmannschaft
Bohinen spielte ab 2015 bis 2020 für die norwegischen Jugendnationalteams ab der U16. Zwischen November 2018 und Oktober 2020 kam er zuletzt zu zehn Einsätzen für die U21-Auswahl.

## Persönliches
Sein Vater Lars (* 1969) war ebenfalls Fußballspieler. Während Lars’ Zeit bei Derby County wurde Emil in Derby geboren.